# Panaxia hamelensis
Panaxia hamelensis är en fjärilsart som beskrevs av Pflümer. 1879. Panaxia hamelensis ingår i släktet Panaxia och familjen björnspinnare. Inga underarter finns listade i Catalogue of Life.